# The History of Heresy I
Il pacchetto The History of Heresy I (2004-2008) è una riedizione della band power metal Powerwolf dei primi due album Return in Bloodred (con tre tracce bonus dal vivo), Lupus Dei (con sei tracce bonus dal vivo) e il DVD bonus The Wacken Worship registrato il 2 agosto 2008 al festival Wacken Open Air. Il cofanetto contiene un libro con copertina rigida di 112 pagine con note di copertina, retrospettiva, resoconti del tour e dello studio, tutti scritti dai membri della band, foto inedite e cinque cartoline fotografiche con informazioni su ciascun membro della band.

## Tracce

### CD 1 - Return in Bloodred
1. Mr. Sinister – 4:39
2. We Came to Take Your Souls – 4:01
3. Kiss of the Cobra King – 4:32
4. Black Mass Hysteria – 4:12
5. Demons & Diamonds – 3:39
6. Montecore – 5:19
7. The Evil Made Me Do It – 3:39
8. Lucifer in Starlight – 4:50
9. Son of the Morning Star – 5:12
10. Mr. Sinister (Live, Bonus track) – 5:38
11. We Came to Take Your Souls (Live, Bonus track) – 4:08
12. Kiss of the Cobra King (Live, Bonus track) – 5:26

Durata totale: 55:15

### CD 2 - Lupus Dei
1. Lupus Daemonis (Intro) – 1:17
2. We Take It From the Living – 4:03
3. Prayer in the Dark – 4:20
4. Saturday Satan – 5:18
5. In Blood We Trust – 3:03
6. Behind the Leathermask – 4:35
7. Vampires Don't Die – 3:08
8. When the Moon Shines Red – 4:25
9. Mother Mary Is a Bird of Prey – 3:16
10. Tiger of Sabrod – 3:54
11. Lupus Dei – 6:07
12. We Take It from the Living (Live, Bonus track) – 4:03
13. Prayer in the Dark (Live, Bonus track) – 4:31
14. Saturday Satan (Live, Bonus track) – 5:34
15. In Blood We Trust (Live, Bonus track) – 3:06
16. Mother Mary Is a Bird of Prey (Live, Bonus track) – 3:15
17. Lupus Dei (Live, Bonus track) – 6:22

Durata totale: 70:17

### DVD Live - The Wacken Worship
1. We Take It from the Living – 4:03
2. Prayer in the Dark – 4:31
3. Saturday Satan – 5:34
4. In Blood We Trust – 3:06
5. Mother Mary Is a Bird of Prey – 3:15
6. Mr. Sinister – 5:38
7. We Came to Take Your Souls – 4:08
8. Kiss of the Cobra King – 5:26
9. Lupus Dei – 6:22

Durata totale: 42:03

## Formazione
- Attila Dorn – voce
- Matthew Greywolf – chitarra
- Charles Greywolf – chitarra, basso
- Roel van Helden – batteria, percussioni
- Falk Maria Schlegel – organo, tastiere